# La Maison de madame Adler
Pour plus de détails, voir Fiche technique et Distribution.
La Maison de madame Adler (A House Is Not a Home) est un film américain réalisé par Russell Rouse, sorti en 1964.

## Synopsis
À l'origine une émigrante polonaise pauvre, Mme Adler dirige à présent un bordel de luxe.

## Fiche technique
- Titre original : A House Is Not a Home
- Titre français : La Maison de Mme Adler
- Réalisation : Russell Rouse
- Scénario : Clarence Greene et Russell Rouse d'après le roman de Polly Adler
- Direction artistique : Hal Pereira et Al Roelofs
- Décors : Sam Comer et James Roach
- Costumes : Edith Head
- Photographie : Harold E. Stine (de)
- Montage : Chester W. Schaeffer
- Musique : Joseph Weiss
- Production : Clarence Greene
- Société de production : Embassy Pictures Corporation
- Société de distribution :  Embassy Pictures Corporation et Paramount Pictures
- Pays d'origine : États-Unis
- Format : Noir et blanc - 35 mm - son mono
- Genre : Drame
- Durée : 98 minutes
- Dates de sortie : 
  - États-Unis : 12 août 1964 (San Francisco)
  - États-Unis : 1er septembre 1964 (New York)
  - France : 23 juin 1965

## Distribution
- Shelley Winters : Polly Adler
- Robert Taylor : Frank Costigan
- Cesar Romero : Lucky Luciano
- Ralph Taeger : Casey Booth
- Kaye Ballard : Sidonia
- Broderick Crawford : Harrigan
- Mickey Shaughnessy : Sergent de police Riordan
- Lisa Seagram : Madge
- Meri Welles : Lorraine
- Jesse White : Rafferty
- Connie Gilchrist : Hattie Miller
- Constance Dane : Laura
- Allyson Ames : Gwen
- Lewis Charles : Angelo
- Steve Peck : Vince
- Raquel Welch : Call Girl
- Edy Williams : Call Girl
- Stanley Adams : Harry
- Roger C. Carmel : Dixie Keeler
- Edmon Ryan : Sam
- Tom D'Andrea : Gabe